# Años 370
Los años 370 o década del 370 empezó el 1 de enero del 370 y terminó el 31 de diciembre del 379.

## Acontecimientos
- Emigración masiva de los visigodos desde el Danubio al Imperio romano de Occidente presionados por otras tribus.
- Las huestes de bárbaros arrasan todo a su paso en el este de Europa.
- Aparecen en el Imperio romano los primeros hospitales públicos, el primero, fundado por San Basilio.
- Batalla de Adrianópolis
- La ciudad maya de Tikal es invadida por un grupo dirigido por Siyah K'ak', provenientes de Teotihuacán. La dinastía gobernante local es reemplazada.